# Vingerhoed

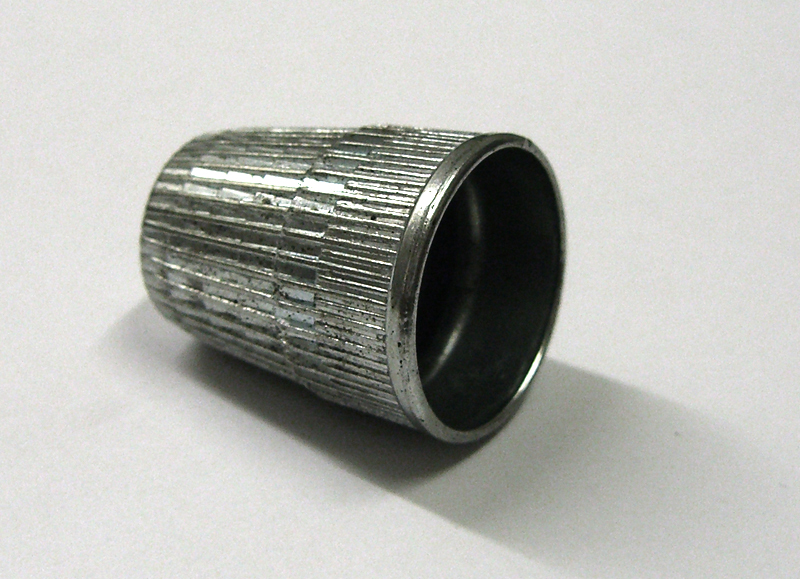
Een vingerhoed

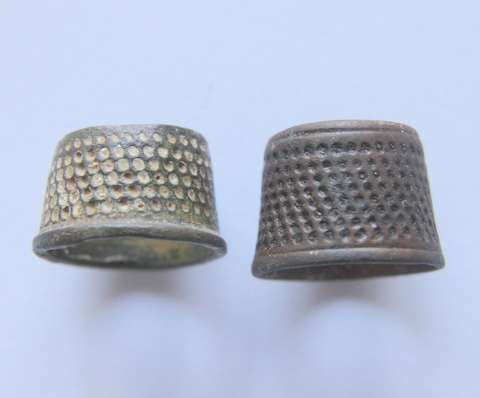
Naairing (l) en vingerhoed (r), Nederland, 16e eeuw

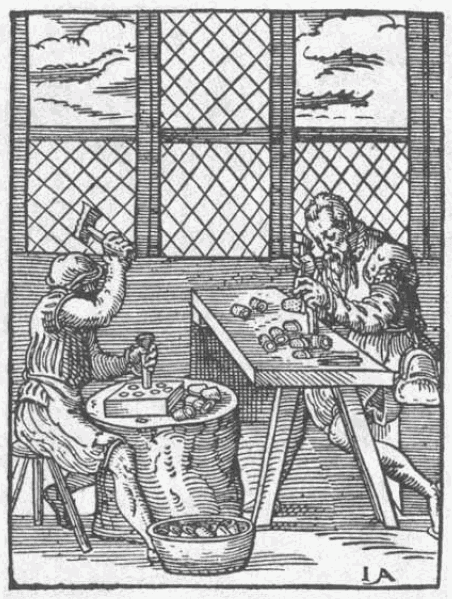
Productie van vingerhoeden in de zestiende eeuw

Een vingerhoed is een klein, half bolvormig omhulsel dat over de vingertop kan worden geschoven. Het dient ter bescherming van de vingertop bij het werken met naalden bij het naaien of bij handwerk. Het vergemakkelijkt het door de stof of het leer heen drukken van de naald en beschermt de huid van de vinger.

## Geschiedenis
Het oudst bekende voorwerp dat werd gebruikt om naalden door stof heen te drukken is de druksteen, die in de palm van de hand werd gehouden en waarmee naalden van been of ivoor door de stof heen werden gedrukt. Drukstenen werden in de late steentijd gebruikt. In Eilsleben (bij Maagdenburg) is een dergelijke druksteen gevonden van ongeveer 7000 jaar oud, met putjes zoals die ook in vingerhoeden voorkomen.
Metalen vingerhoeden werden pas gemaakt toen ook de naalden van staal werden gemaakt. De oudst bekende staalproductie vond in China plaats. De oudste vingerhoeden zijn ook in China gevonden en dateren uit de late Han-dynastie (ca.100-220). Deze hadden geen top en waren dus naairingen. De oudst bekende vingerhoeden die voorzien zijn van een top, zijn gemaakt in Afghanistan, waarschijnlijk door de Sassaniden (224-642). In Europa werd de vingerhoed pas in de negende tot twaalfde eeuw geïntroduceerd, in het byzantijnse gedeelte van Korinthe. Deze waren van het Chinese model en waarschijnlijk zijn ze via de zijderoute naar Europa gekomen. Gesloten vingerhoeden zijn aangetroffen in Spanje, voornamelijk in Andalusië. Deze vingerhoeden waren door de Moren gemaakt. Voor de bewering dat de oude Romeinen ook al vingerhoeden kenden bestaat geen enkel bewijs.
In de twaalfde eeuw werden blijkens een opsomming van gebruiksvoorwerpen door Hildegard van Bingen in Duitsland vingerhoeden gebruikt. Hiervan is geen enkel exemplaar bewaard gebleven, wat kan betekenen dat ze uit leer waren vervaardigd.
Tot ca. 1530 werden vingerhoeden van brons (later ook van messing) gegoten of gehamerd in zgn. kopermolens; daarna werden ze ook uit platen geperst. Ook werden ze uit edelmetaal vervaardigd.
De productie van vingerhoeden was geconcentreerd in enkele steden. Internationaal gezien was Neurenberg het belangrijkst; in Nederland vond productie plaats in onder andere Amsterdam, Vianen en Schoonhoven.

## De vingerhoed als verzamelobject
De vingerhoed is een verzamelaarsobject geworden. Er zijn dan ook vele herinneringsvingerhoedjes gemaakt met afbeeldingen van bijvoorbeeld steden, gemeentewapens, vlaggen en leden van het Koninklijk Huis. De meeste van deze vingerhoedjes worden gemaakt van porselein, maar ze zijn er ook van kristal, plastic, koper, messing, tin, zilver en goud.

## Varia
- Er bestaat een paddenstoelensoort met de naam vingerhoedje.
- De bloemen van het vingerhoedskruid doen denken aan vingerhoeden.
- De vingerhoed was vanaf 1937 tot en met 2017 een van de pionnen op het bordspel Monopoly.